# Francesco Pollini
Francesco Pollini (Lubiana, 1762 – Milano, 1846) è stato un musicista e compositore italiano.

## Biografia
Studiò a Vienna ed ebbe fra i maestri anche Mozart che dedicò a lui un rondò per violino.

Tornato in Italia, si stabilì a Milano, dove godette di una certa fama e di sicura stima nell'ambiente musicale d'inizio secolo. Fu quindi professore di composizione al Conservatorio milanese.

Fra le sue opere numerosi brani per pianoforte e un Te Deum per l'incoronazione di Napoleone a Re d'Italia, eseguita in Duomo a Milano il 26 maggio 1805. Nel 1789 scrisse "La casetta nei boschi", opera lirica. Più conosciuto è il suo "Metodo per clavicembalo".
Godette dell'amicizia di Bellini, al punto che questi gli dedicò l'opera La sonnambula.